# Кобаяси, Хироси
Хироси Кобаяси (яп. 小林弘, яп. Hiroshi Kobayashi, родился 21 декабря 1969 в Нагано, Япония) — японский боксёр-профессионал, выступающий в лёгкой (Flyweight) весовой категории. Один из оппонентов экс-чемпиона мира по версии Всемирного боксерского совета (ВБС, WBC) россиянина Юрия Арбачакова.

## Профессиональная карьера
Кобаяси стал профессионалом в 1962 году. В 1967 году он завоевал титулы WBC и WBA в супертяжелом весе, победив Есиаки Нумату нокаутом в 12-м раунде. Он был лишен титула WBA после неудачного боя с Рене Баррьентосом. Он шесть раз защищал титул, прежде чем в 1971 году уступил пояс Альфредо Маркано. Он завершил карьеру позже в том же году после поражения нокаутом в 7-м раунде от Роберто Дурана в Панаме.